# Xanağa
Xanağa è un comune dell'Azerbaigian situato nel distretto di Ordubad.